# X (mathématique)
 (février 2013).
Si vous disposez d'ouvrages ou d'articles de référence ou si vous connaissez des sites web de qualité traitant du thème abordé ici, merci de compléter l'article en donnant les références utiles à sa vérifiabilité et en les liant à la section « Notes et références ».
Le symbole x — la lettre minuscule « X » italique — est généralement utilisé pour désigner une inconnue ou une variable et, par extension, une abscisse. Cette habitude conduit à une confusion assez fréquente entre une fonction, notée par exemple f, et sa valeur en un point x, notée f(x) ; par exemple entre la fonction sinus, notée sin, et sin(x). Écrite en capitale — romaine en typographie française, italique en typographie anglo-saxonne[réf. nécessaire] —, X désigne en général une variable aléatoire.
On considère généralement que c'est cette fonction de notation d'inconnue qui a conduit à l'utilisation du « X » pour noter l'inconnu en général, par exemple dans les expressions « monsieur X », « naissances sous X », « plainte contre X ».
L'utilisation du x en mathématiques pourrait venir de l'arabe شَيْء, où šin est l'initiale de (šayʾ, chaï) qui signifie la « chose », via sa transcription espagnole xay (x se prononce [ ʃ ] en espagnol médiéval). Le mot chaï est introduit dans l'algèbre du savant perse Al-Khawarizmi. Ce mot est plus connu en français populaire dans sa forme plurielle chouïa, "un chouïa" signifiant "un peu".
D'autres lettres sont utilisées pour désigner des variables, et x peut être utilisé pour désigner un élément déterminé, ou une fonction dépendant de variables. Lire Usage des lettres en mathématiques.